# Calanda Broncos 2022
Questa voce raccoglie le informazioni riguardanti i Calanda Broncos nelle competizioni ufficiali della stagione 2022.

## Lega Nazionale A 2022

### Stagione regolare
| Coira 3 aprile 2022, ore 14:30 2ª giornata | Calanda Broncos | 49 – 21 referto | Thun Tigers | Hallenbad Obere Au\| Arbitro: \| Waldburger \| |
| Arbitro:                                   | Waldburger      |                 |             |                                                |

| Basilea 10 aprile 2022, ore 14:30 3ª giornata | Gladiators Beider Basel | 15 – 34 referto | Calanda Broncos | Stadion Rankhof\| Arbitro: \| Fouillet \| |
| Arbitro:                                      | Fouillet                |                 |                 |                                           |

| Coira 18 aprile 2022, ore 14:30 4ª giornata | Calanda Broncos | 34 – 6 referto | Winterthur Warriors | Hallenbad Obere Au\| Arbitro: \| Fouillet \| |
| Arbitro:                                    | Fouillet        |                |                     |                                              |

| Ginevra 24 aprile 2022, ore 14:30 5ª giornata | Geneva Seahawks | 0 – 21 referto | Calanda Broncos | Centre Sportif de Vessy\| Arbitro: \| Ducommun \| |
| Arbitro:                                      | Ducommun        |                |                 |                                                   |

| Berna 1º maggio 2022, ore 14:30 6ª giornata | Bern Grizzlies | 27 – 20 referto | Calanda Broncos | Stadio di atletica leggera Wankdorf\| Arbitro: \| Böni \| |
| Arbitro:                                    | Böni           |                 |                 |                                                           |

| Coira 7 maggio 2022, ore 18:00 7ª giornata | Calanda Broncos | 35 – 6 referto | Gladiators Beider Basel | Hallenbad Obere Au\| Arbitro: \| Böni \| |
| Arbitro:                                   | Böni            |                |                         |                                          |

| Witikon 22 maggio 2022, ore 14:30 8ª giornata | Zürich Renegades | 20 – 44 referto | Calanda Broncos | Sportplatz Looren\| Arbitro: \| Thielsch \| |
| Arbitro:                                      | Thielsch         |                 |                 |                                             |

| Coira 28 maggio 2022, ore 18:00 9ª giornata | Calanda Broncos | 21 – 14 referto | Geneva Seahawks | Hallenbad Obere Au\| Arbitro: \| Fouillet \| |
| Arbitro:                                    | Fouillet        |                 |                 |                                              |

| Coira 11 giugno 2022, ore 18:00 11ª giornata | Calanda Broncos | 23 – 30 referto | Bern Grizzlies | Hallenbad Obere Au\| Arbitro: \| Strähl \| |
| Arbitro:                                     | Strähl          |                 |                |                                            |

| Winterthur 18 giugno 2022, ore 18:00 12ª giornata | Winterthur Warriors | 27 – 28 referto | Calanda Broncos | Sportpark Deutweg\| Arbitro: \| Zwicker \| |
| Arbitro:                                          | Zwicker             |                 |                 |                                            |

### Playoff
| Coira 9 luglio 2022, ore 18:00 Semifinale | Calanda Broncos | 38 – 14 referto | Gladiators Beider Basel | Hallenbad Obere Au\| Arbitro: \| Waldburger \| |
| Arbitro:                                  | Waldburger      |                 |                         |                                                |

| Grenchen 16 luglio 2022, ore 18:00 Swiss Bowl | Bern Grizzlies                                                | 26 – 22 referto | Calanda Broncos | Stadion Brühl\| Arbitri: \| Zwicker Deter Böckle Gameiro Lopes Meier von Känel Hösli Böni \| |
| Arbitri:                                      | Zwicker Deter Böckle Gameiro Lopes Meier von Känel Hösli Böni |                 |                 |                                                                                              |

## Statistiche di squadra
| Competizione      | %Vittorie | In casa | In casa | In casa | In casa | In casa | In casa | In trasferta | In trasferta | In trasferta | In trasferta | In trasferta | In trasferta | Totale | Totale | Totale | Totale | Totale | Totale |
| Competizione      | %Vittorie | G       | V       | N       | P       | Pf      | Ps      | G            | V            | N            | P            | Pf           | Ps           | G      | V      | N      | P      | Pf     | Ps     |
| ----------------- | --------- | ------- | ------- | ------- | ------- | ------- | ------- | ------------ | ------------ | ------------ | ------------ | ------------ | ------------ | ------ | ------ | ------ | ------ | ------ | ------ |
| Stagione regolare | .800      | 5       | 4       | 0       | 1       | 162     | 77      | 5            | 4            | 0            | 1            | 147          | 89           | 10     | 8      | 0      | 2      | 309    | 166    |
| Playoff           | .500      | 2       | 1       | 0       | 0       | 38      | 14      | 1            | 0            | 0            | 1            | 22           | 26           | 2      | 1      | 0      | 1      | 60     | 40     |
| Totale            | .750      | 6       | 5       | 0       | 1       | 200     | 91      | 6            | 4            | 0            | 2            | 169          | 115          | 12     | 9      | 0      | 3      | 369    | 206    |